# アレクサンドル・ズーリン
アレクサンドル・ヴャチェスラーヴォヴィチ・ズーリン（露: Алекса́ндр Вячесла́вович Жу́лин、1963年7月20日 - ）は、ロシア出身の男性フィギュアスケート選手で現在はコーチ兼振付師。1994年リレハンメルオリンピックアイスダンス銀メダリスト。1992年アルベールビルオリンピックアイスダンス銅メダリスト。1993年世界フィギュアスケート選手権アイスダンスチャンピオン。パートナーはマイア・ウソワ。妻はナタリア・ミハイロワ。ロシア語読みでは「アリクサーンドル・ヴィチスラーヴァヴィチ・ジューリン」が近い。

## 経歴
旧ソビエト連邦のモスクワに生まれた。1980年マイア・ウソワとカップルを結成し、アイスダンス選手として活動を始める。カップル結成当初はソビエト連邦の層の厚さからなかなか国際大会への出場が叶わなかったが、1985年冬季ユニバーシアード競技大会で優勝し、1987年冬季ユニバーシアード競技大会では2位となるなど頭角を現し始め、1988-1989年シーズンには世界選手権と欧州選手権で2位となり、強豪カップルとして認知された。
1992年アルベールビルオリンピックには、旧ソビエト連邦を中心とした合同チームの独立国家共同体代表とし、銅メダルを獲得する。翌1992-1993年シーズンには欧州選手権で初優勝を果たし、続く世界選手権でも初優勝を飾った。
1994年リレハンメルオリンピックにはロシア代表として出場。金メダル最有力候補として臨んだが同じロシアのパーシャ・グリシュク&エフゲニー・プラトフ組に敗れ2位。銀メダルに終わった。
リレハンメルオリンピック後に引退しプロに転向。プロスケーターとなってからも長らくマイア・ウソワとともに活動していたが、1998年には現役時代にライバル関係にあったパーシャ・グリシュクとカップルを結成した時期もあった。またコーチ兼振付師としても活動を始め、タチアナ・ナフカ&ロマン・コストマロフ組や2007年には日本の村主章枝のコーチ兼振付を担当した。

## 人物
1986年にパートナーであるマイア・ウソワと結婚したが、1995年離婚。
2000年にコーチを担当していたタチアナ・ナフカと結婚し、女児が誕生。後に離婚。
2013年1月10日に内縁の妻であるナタリア・ミハイロワとの間に女児が誕生。

## 主な戦績
| 大会/年          | 1984-85 | 1985-86 | 1986-87 | 1987-88 | 1988-89 | 1989-90 | 1990-91 | 1991-92 | 1992-93 | 1993-94 |
| ---------------- | ------- | ------- | ------- | ------- | ------- | ------- | ------- | ------- | ------- | ------- |
| オリンピック     |         |         |         |         |         |         |         | 3       |         | 2       |
| 世界選手権       |         |         |         |         | 2       | 3       | 3       | 2       | 1       |         |
| 欧州選手権       |         |         |         | 4       | 2       | 2       | 3       | 2       | 1       | 3       |
| ユニバーシアード | 1       |         | 2       |         |         |         |         |         |         |         |
| NHK杯            |         |         |         |         | 2       |         | 1       | 1       | 1       |         |